# IT戦略
IT戦略（アイティーせんりゃく）とは、情報技術(IT)を企業の経営戦略の一部としていかに利用するかに関する、企業の中長期的かつ具体的な方針・計画・戦略のことである。英語のTechnology Strategyとほぼ同義だが、日本では意味や定義がやや曖昧な用語であり、話者や書き手によって意味が多少変わることがある。

## 概略
IT戦略は、情報技術を企業の事業（ビジネス）にいかに利用していくかに関する、具体的な方針・計画のことである。より抽象度の高い全社戦略ではなく、より具体的な事業戦略に基づいて策定されることが多い。IT戦略というとパソコンや会計パッケージソフトの導入などを連想させるが、単にそれだけにとどまらず、深くビジネスに関わる部分だと理解すべきである。
例えば在庫情報などを企業の壁を越えてサプライチェーン全体で共有するサプライチェーン・マネジメント (SCM)、顧客情報を収集・蓄積し事業にフィードバックする顧客関係管理 (CRM) などは、情報技術を利用しなくても実現可能ではあるが、情報技術を利用することでより高い効率性を実現できる。こうした分野にいかに情報技術を用いるか、その方針・指針・計画・実施などを含めた情報技術に関する一連のタスクを指してIT戦略という。
単に「情報技術を導入しよう」などのかけ声はIT戦略と言わず、事業戦略に基づいた、実施を見据えた具体性を伴ってはじめてIT戦略であるといえる。